# Cúp FA Hàn Quốc 2001
Cúp FA Hàn Quốc 2001, hay Cúp FA Seoul Bank vì lý do tài trợ, là mùa giải thứ sáu của Cúp FA Hàn Quốc.  Kể từ mùa giải này, có thêm vòng Sơ loại.

## Kết quả

### Vòng Sơ loại

#### Vòng Một
| Pohang City                       | 2 – 1 | Đại học Hansung |
| --------------------------------- | ----- | --------------- |
| Yang Chun-Heon 32 Yoo Heung-Il 82 |       | 18 Sim Seong-Bo |

#### Vòng Hai
| Hyundai Mipo Dockyard            | 2 – 0 | Kangwon Tourism College |
| -------------------------------- | ----- | ----------------------- |
| Lee Seong-Rak 22 Min Yeong-Gi 34 |       |                         |

| Kwandong University                                                    | 6 – 1 | Masan City                           |
| ---------------------------------------------------------------------- | ----- | ------------------------------------ |
| Son Jeong-U 19 Jeong Jin-Haeng 45, 80 Jang Byeong-Il 60 Choi Jin-Uk 83 |       | 3(OG) An Seong-Ho 62 Hwang Jeong-Gyu |

| Đại học Dong-A | 1 – 1 | Đại học Hongik  |
| -------------- | ----- | --------------- |
| Yun Ju-Il 67   |       | 43 Lee Jin-Seok |

| Ulsan Sejong Industry | 1 – 4 | Đại học Kwangwoon                         |
| --------------------- | ----- | ----------------------------------------- |
| Geum Deuk-Yong 80     |       | 18, 59 Hong Bok-Pyo 37(PK), 41 Kim Tae-Su |

| Korea National Railroad        | 2 – 1 | Đại học Kyunghee |
| ------------------------------ | ----- | ---------------- |
| Heo Se-Gyu 44 Lee Sun-Haeng 90 |       | 72 Lee Jun-Young |

| Đại học Yonsei                                  | 3 – 2 | Kunjang College                     |
| ----------------------------------------------- | ----- | ----------------------------------- |
| Lee Jae-Hak 46 Kim Dong-Kyu 85 Sin Dong-Geun 90 |       | 57(PK) Han Seong-Dae 61 Jang Jae-Ho |

| Gwangju Samsung Electronics | 1 – 3 | Đại học Konkuk                              |
| --------------------------- | ----- | ------------------------------------------- |
| Jo Byeong-Gwan 71           |       | 33, 54(PK) Ju Hyeong-Cheol 85 Jo Yong-Hyeon |

| Seoul Metropolitan Government     | 3 – 1 | Đại học Myongji  |
| --------------------------------- | ----- | ---------------- |
| Je Yong-Sam 7 Kim Ju-Yeong 16, 26 |       | 73 Jeong Han-Geo |

| Đại học Kyungil | 0 – 2 | Sangmu                                  |
| --------------- | ----- | --------------------------------------- |
|                 |       | 24(PK) Park Jin-Seop 41 Song Heung-Seop |

| Samik Musical Instruments | 0 – 1 | Đại học Hannam |
| ------------------------- | ----- | -------------- |
|                           |       | 85 Lee Dae-Hue |

| Chonbuk National University | 1 – 0 | Ulsan Donggu FC |
| --------------------------- | ----- | --------------- |
| Lee Jeong-Uk 90+            |       |                 |

| Đại học Daegu   | 1 – 4 | Đại học Hàn Quốc                                            |
| --------------- | ----- | ----------------------------------------------------------- |
| Kim Yong-Sik 90 |       | 52 Choi Sung-Kuk 58 Kim Young-Sam 69 Cha Du-Ri 76 Lee Jin-U |

| Đại học Soongsil             | 2 – 2 | Kookmin Bank        |
| ---------------------------- | ----- | ------------------- |
| Park Jong-Woo 27 Ko Ki-Gu 46 |       | 70, 90 Baek Seung-U |
| Loạt sút luân lưu            |       |                     |
|                              | 5 – 4 |                     |

| Đại học Ulsan                                                | 4 – 2 | Gwangju FC                        |
| ------------------------------------------------------------ | ----- | --------------------------------- |
| Byun Sung-Hwan 43(PK) Chung Kyung-Ho 51 Lim Jin-Yeong 75, 88 |       | 47 Hwang In-Seong 66 Seon Hui-Gyu |

| Đại học Jeonju      | 2 – 3 | Gangneung City                       |
| ------------------- | ----- | ------------------------------------ |
| Park Jin-Man 55, 67 |       | 17 Park Hyo-Jin 28, 87 Jeong Sang-Mo |

| Đại học Yong-In | 0 – 3 | Pohang City                              |
| --------------- | ----- | ---------------------------------------- |
|                 |       | 40 Yang Chun-Heon 49, 63 Lee Seong-Cheon |

### Vòng Chung kết

#### Vòng 32 đội
- Đi tiếp có 6 CLB: Jeonbuk Hyundai Motors (vô địch Cúp FA Hàn Quốc 2000),  Seongnam Ilhwa Chunma (á quân Cúp FA Hàn Quốc 2000),  Anyang LG Cheetahs, Daejeon Citizen, Pohang Steelers, Busan I'cons

| Pohang City        | 1 – 3 | Đại học Ulsan                                       |
| ------------------ | ----- | --------------------------------------------------- |
| Lee Seong-Cheon 72 |       | 34 Sung Jong-Hyun 51 Lim Jin-Yeong 87 Kim Dong-Hwan |

| Đại học Dong-A | 0 – 1 | Gangneung City   |
| -------------- | ----- | ---------------- |
|                |       | 18 Jeong Sang-Mo |

| Sangmu                            | 2 – 0 | Đại học Yonsei |
| --------------------------------- | ----- | -------------- |
| Kim Hae-Chul 34 Han Jong-Seong 38 |       |                |

| Đại học Hàn Quốc                                                             | 7 – 3 | Kwandong University                                 |
| ---------------------------------------------------------------------------- | ----- | --------------------------------------------------- |
| Cha Du-Ri 9 Choi Sung-Kuk 17(PK), 22, 79 Kim Jung-Woo 70 Lee Chun-Soo 82, 84 |       | 44 Sim Seong-Seok 49 Jeong Jin-Haeng 58 Son Jeong-U |

| Đại học Hannam                                     | 3 – 1 | Đại học Kwangwoon |
| -------------------------------------------------- | ----- | ----------------- |
| Sin Chung-Hue 3 Lee Dae-Hue 56 Nam Yeong-Il 81(PK) |       | 11 Park Dae-Dong  |

| Seoul City                  | 2 – 2 | Đại học Soongsil           |
| --------------------------- | ----- | -------------------------- |
| Yoo Jin-O 8 Yoo Yeong-Mu 33 |       | 21 Ko Ki-Gu 54 Do Hwa-Sung |
| Loạt sút luân lưu           |       |                            |
|                             | 5 – 3 |                            |

| Chunnam Dragons         | 2 – 0 | Đại học Konkuk |
| ----------------------- | ----- | -------------- |
| Tico Mineiro 74, 87(PK) |       |                |

| Suwon Samsung Bluewings | 0 – 2 | Korea National Railroad           |
| ----------------------- | ----- | --------------------------------- |
|                         |       | 29 Kim Eun-Cheol 37 Park Han-Seok |

| Bucheon SK       | 1 – 0 | Chonbuk National University |
| ---------------- | ----- | --------------------------- |
| Lee Sang-Yoon 69 |       |                             |

| Ulsan Hyundai Horangi                              | 3 – 2 (aet) | Hyundai Mipo Dockyard            |
| -------------------------------------------------- | ----------- | -------------------------------- |
| Jang Cheol-Min 49 Kim Hyun-Seok 63 Son Sang-Ho 111 |             | 8 Lee Seong-Rak 90+ Kim Yeong-Gi |

#### Vòng 16 đội
| Daejeon Citizen                    | 2 – 1 | Gangneung City |
| ---------------------------------- | ----- | -------------- |
| Kim Eun-Jung 13 Papa Oumar Coly 91 |       | 54 Kim Gi-Beom |

| Seongnam Ilhwa Chunma             | 3 – 1 | Đại học Hàn Quốc |
| --------------------------------- | ----- | ---------------- |
| Saša Drakulić 6, 68 Cho Jin-Ho 66 |       | 23 Min Gyeong-In |

| Jeonbuk Hyundai Motors | 1 – 0 | Sangmu |
| ---------------------- | ----- | ------ |
| Oh Gwang-Hun 13        |       |        |

| Chunnam Dragons   | 0 – 0 | Korea National Railroad |
| ----------------- | ----- | ----------------------- |
|                   |       |                         |
| Loạt sút luân lưu |       |                         |
|                   | 4 – 5 |                         |

| Anyang LG Cheetahs                                             | 3 – 0 | Đại học Ulsan |
| -------------------------------------------------------------- | ----- | ------------- |
| Han Jung-Hwa 9 Andre Luiz dos Santos 67(PK) Park Jeong-Hwan 76 |       |               |

| Pohang Steelers                                    | 3 – 0 | Đại học Hannam |
| -------------------------------------------------- | ----- | -------------- |
| Kim Eun-Seok 35 Saša Milaimović 64 Yun Bo-Yeong 85 |       |                |

| Busan I'cons                                                     | 4 – 2 | Seoul City                      |
| ---------------------------------------------------------------- | ----- | ------------------------------- |
| Lee Jang-Gwan 19 Jeon Woo-Keun 28 Kim Gi-Jong 53 Victor Shaka 63 |       | 39 Song Yu-Chan 83 Kim Ju-Yeong |

| Bucheon SK        | 1 – 2 (aet) | Ulsan Hyundai Horangi                      |
| ----------------- | ----------- | ------------------------------------------ |
| Jeong Pil-Seok 87 |             | 83 Cleber Arildo da Silva 116 Lee Kil-Yong |

#### Tứ kết
| Jeonbuk Hyundai Motors           | 2 – 1 | Korea National Railroad |
| -------------------------------- | ----- | ----------------------- |
| Kim Do-Hoon 5 Rogerio Prateat 84 |       | 61(PK) Lee Jong-Muk     |

| Anyang LG Cheetahs | 1 – 2 | Daejeon Citizen                    |
| ------------------ | ----- | ---------------------------------- |
| An Seong-Hun 42    |       | 21 Kim Eun-Jung 28 Jeong Yeong-Hun |

| Busan I'cons                     | 2 – 3 | Pohang Steelers                                  |
| -------------------------------- | ----- | ------------------------------------------------ |
| Victor Shaka 14 Jeon Woo-Keun 49 |       | 6 Goran Petreski 63 Yun Bo-Yeong 90 Kim Sang-Rok |

| Seongnam Ilhwa Chunma | 0 – 2 | Ulsan Hyundai Horangi             |
| --------------------- | ----- | --------------------------------- |
|                       |       | 2 Jang Cheol-Min 83 Park Kyu-Seon |

#### Bán kết
| Jeonbuk Hyundai Motors | 1 – 1 | Daejeon Citizen |
| ---------------------- | ----- | --------------- |
| Choi Jin-Cheul 22      |       | 73 Kim Eun-Jung |

| Pohang Steelers                     | 2 – 1 (aet) | Ulsan Hyundai Horangi |
| ----------------------------------- | ----------- | --------------------- |
| Lee Dong-Gook 8 Yun Bo-Yeong 99(PK) |             | 79 Lee Kil-Yong       |

#### Chung kết
| Daejeon Citizen | 1 – 0 | Pohang Steelers |
| --------------- | ----- | --------------- |
| Kim Eun-Jung 53 |       |                 |

| Cúp FA Hàn Quốc Đội vô địch 2001   |
| ---------------------------------- |
| Daejeon Citizen Danh hiệu đầu tiên |

## Giải thưởng
- Cầu thủ xuất sắc nhất giải đấu: Kim Eun-Jung (Daejeon Citizen)
- Vua phá lưới (4 bàn)
  - Kim Eun-Jung (Daejeon Citizen)
  - Choi Sung-Kuk (Đại học Hàn Quốc)